# Broadwell (Intel)
Broadwell is een microarchitectuur voor processoren die werd geproduceerd van oktober 2014 tot november 2018 door het Amerikaanse bedrijf Intel. Het is de basis van de vijfde generatie Intel Core-serie voor desktops en servers en is de opvolger van Haswell. Broadwell is gebouwd op Intels 14-nm-transistor.